# Rajd Condroz-Huy
Rajd Condroz-Huy (Rallye du Condroz-Huy) – organizowany od 1974 roku asfaltowy rajd samochodowy z bazą w belgijskim mieście Huy. W latach 1998–2005 stanowił on eliminację mistrzostw Europy o współczynniku 2, a następnie 5 oraz 10. Od czasu inauguracji rajd ten jest jedną z eliminacji mistrzostw Belgii.

## Zwycięzcy
| Rok  | Kierowca          | Pilot                | Samochód                   |
| ---- | ----------------- | -------------------- | -------------------------- |
| 1974 | Théo Rorive       | Claudy Content       | Ford Cortina Lotus         |
| 1975 | Willy Plas        | "Chavan"             | Renault 17 Gordini         |
| 1976 | "Didi"            | Willy Lux            | Fiat 131 Abarth            |
| 1977 | Jan van der Marel | Jan Berkhof          | Opel Kadett GTE            |
| 1978 | Guy Colsoul       | Alain Lopes          | Opel Kadett GTE            |
| 1979 | Guy Colsoul       | Alain Lopes          | Opel Kadett GTE            |
| 1980 | Jean-Louis Dumont | Robert Rorife        | Porsche 911 SC             |
| 1981 | Marc Duez         | Willy Lux            | Porsche 911 SC             |
| 1982 | Marc Duez         | Willy Lux            | Porsche 911 SC             |
| 1983 | Patrick Snijers   | Danny Colebunders    | Porsche 911 SC             |
| 1984 | Robert Droogmans  | Ronny Joosten        | Porsche 911 SC             |
| 1985 | Patrick Snijers   | Danny Colebunders    | Porsche 911 SC             |
| 1986 | Guy Colsoul       | Alain Lopes          | Opel Manta 400             |
| 1987 | Robert Droogmans  | Ronny Joosten        | Ford Sierra RS Cosworth    |
| 1988 | Patrick Snijers   | Danny Colebunders    | BMW M3                     |
| 1989 | Patrick Snijers   | Danny Colebunders    | Toyota Celica GT4          |
| 1990 | Patrick Snijers   | Danny Colebunders    | Toyota Celica GT4          |
| 1991 | Patrick Snijers   | Danny Colebunders    | Ford Sierra RS Cosworth    |
| 1992 | Robert Droogmans  | Ronny Joosten        | Ford Sierra RS Cosworth    |
| 1993 | Patrick Snijers   | Danny Colebunders    | Ford Sierra RS Cosworth    |
| 1994 | Andrea Aghini     | Mauro Farnocchia     | Toyota Celica GT4          |
| 1995 | Renaud Verreydt   | Jean-Manuel Jammar   | Toyota Celica GT4          |
| 1996 | Freddy Loix       | Sven Smeets          | Toyota Celica GT4          |
| 1997 | Bruno Thiry       | Stéphane Prevot      | Subaru Impreza WRC         |
| 1998 | Renaud Verreydt   | Jean-François Elst   | Subaru Impreza WRC         |
| 1999 | Patrick Snijers   | Eddy Van der Pluym   | Toyota Corolla WRC         |
| 2000 | Bruno Thiry       | Stéphane Prevot      | Toyota Corolla WRC         |
| 2001 | Bruno Thiry       | Stéphane Prevot      | Škoda Octavia WRC          |
| 2002 | Bruno Thiry       | Stéphane Prevot      | Peugeot 206 WRC            |
| 2003 | Freddy Loix       | Sven Smeets          | Peugeot 206 WRC            |
| 2004 | Larry Cols        | Filip Godde          | Renault Clio S1600         |
| 2005 | Kris Princen      | Eddy Chevaillier     | Renault Clio S1600         |
| 2006 | François Duval    | Andre Leyh           | Škoda Fabia WRC            |
| 2007 | François Duval    | Jean-Pierre Delmelle | Fiat Punto S2000           |
| 2008 | Pieter Tsjoen     | Eddy Chevaillier     | Ford Focus WRC             |
| 2009 | Pieter Tsjoen     | Eddy Chevaillier     | Ford Focus WRC             |
| 2010 | Freddy Loix       | Frédéric Miclotte    | Škoda Fabia S2000          |
| 2011 | Patrick Snijers   | Johan Gitsels        | Mini John Cooper Works WRC |